# Distrito electoral federal 14 de Jalisco
El XIV Distrito Electoral Federal de Jalisco es uno de los 300 Distritos Electorales en los que se encuentra dividido el territorio de México para la elección de diputados federales y uno de los veinte en los que se divide el estado de Jalisco. Su cabecera es la ciudad de Guadalajara.
El Décimo Cuarto Distrito Electoral Federal de Jalisco se encuentra en el sur-poniente del municipio de Guadalajara, limítrofe con los municipios de Zapopan y Tlaquepaque.

## Diputados por el distrito
| Diputado                                                                         | Diputado                       | Grupo parlamentario | Legislatura   | Periodo     |
| -------------------------------------------------------------------------------- | ------------------------------ | ------------------- | ------------- | ----------- |
|                                                                                  | Martín García                  |                     | III           | 1863 - 1865 |
|                                                                                  | Francisco Beas                 |                     | IV            | 1867 - 1868 |
| Vacante                                                                          | Vacante                        | Vacante             | V VI VII      | 1869 - 1875 |
|                                                                                  | Agustín Padilla                |                     | VIII          | 1875 - 1878 |
|                                                                                  | José María Gutiérrez           |                     | IX            | 1878 - 1880 |
|                                                                                  | Vacante                        | Vacante             | X             | 1880 - 1882 |
|                                                                                  | Justiniano Figueroa            |                     | XI XII        | 1882 - 1886 |
|                                                                                  | Luis Medrano                   |                     | XIII XIV      | 1886 - 1890 |
|                                                                                  | Manuel M. Seoane               |                     | XV            | 1890 - 1892 |
|                                                                                  | Rafael de Zayas Enríquez       |                     | XVI XVII      | 1892 - 1896 |
|                                                                                  | Manuel Serrato                 |                     | XVIII         | 1896 - 1898 |
|                                                                                  | Nicolás Menocal                |                     | XIX           | 1898 - 1900 |
|                                                                                  | Vicente Luengas                |                     | XX            | 1900 - 1902 |
|                                                                                  | Enrique Pazos                  |                     | XXI           | 1902 - 1904 |
|                                                                                  | Raúl Dehesa                    |                     | XXII          | 1904 - 1906 |
| Vacante                                                                          | Vacante                        | Vacante             | XXIII         | 1906 - 1908 |
|                                                                                  | Ireneo Paz                     |                     | XXIV          | 1908 - 1910 |
|                                                                                  | Miguel Zárate                  |                     | XXV           | 1910 - 1912 |
|                                                                                  | Daniel Acosta                  |                     | XXVI          | 1912 - 1913 |
|                                                                                  | Francisco Labastida Izquierdo  |                     | Constituyente | 1916 - 1917 |
|                                                                                  | Efrén Aguirre                  |                     | XXVII         | 1917 - 1918 |
|                                                                                  | José María Cuéllar             | CEJ                 | XXVIII        | 1918 - 1920 |
|                                                                                  | José María Cuéllar             | XXIX XXX            | 1920 - 1924   |             |
|                                                                                  | J. Jesús Otero                 |                     | XXXI          | 1924 - 1926 |
|                                                                                  | Joaquín Vidrio                 |                     | XXXII         | 1926 - 1928 |
|                                                                                  | Julio Díaz                     | PRJ                 | XXXIII        | 1928 - 1930 |
| El distrito 14 es suprimido en 1930. Es restablecido en la distritación de 1978. |                                |                     |               |             |
|                                                                                  | Francisco Rodríguez Gómez      |                     | LI            | 1979 - 1982 |
|                                                                                  | José Luis Martínez Rodríguez   |                     | LII           | 1982 - 1985 |
|                                                                                  | Arnulfo Villaseñor Saavedra    |                     | LIII          | 1985 - 1988 |
|                                                                                  | José Manuel Martínez Aguirre   |                     | LIV           | 1988 - 1991 |
|                                                                                  | José Manuel Correa Ceseña      |                     | LV            | 1991 - 1994 |
|                                                                                  | Alejandro Villaseñor Tatay     |                     | LVI           | 1994 - 1997 |
|                                                                                  | Nicolás Jiménez Carrillo       |                     | LVII          | 1997 - 2000 |
|                                                                                  | Rodrigo David Mireles Pérez    |                     | LVIII         | 2000 - 2003 |
|                                                                                  | Carlos Tiscareño Rodríguez     |                     | LIX           | 2003 - 2006 |
|                                                                                  | José Gildardo Guerrero Torres  |                     | LX            | 2006 - 2009 |
|                                                                                  | César Octavio Madrigal Díaz    |                     | LXI           | 2009 - 2012 |
|                                                                                  | Enrique Aubry de Castro        |                     | LXII          | 2012 - 2015 |
|                                                                                  | Víctor Manuel Sánchez Orozco   |                     | LXIII         | 2015 - 2018 |
|                                                                                  | Juan Francisco Ramírez Salcido |                     | LXIV          | 2018 - 2021 |
|                                                                                  | María Leticia Chávez Pérez     |                     | LXV           | 2021 -      |